# 乙女ゲーム
乙女ゲーム（おとめゲーム）とは、女性向け恋愛ゲームのうち、主人公（プレーヤー）が女性のゲームの総称である。「乙女ゲー」「乙女ゲ」「乙ゲー」などと略称される。
男性向けの美少女ゲーム（ギャルゲー）と対照的な概念である。レーティングは一般指定のほか、PCソフトには18禁のアダルトゲーム作品もある。

## 概要
1994年にコーエーから発売された『アンジェリーク』がその1作目と言われている。代表作は『遙かなる時空の中でシリーズ』、『ときめきメモリアル Girl's Sideシリーズ』などである。
少女漫画に共通する点が多く、例えばコンシューマゲーム及び全年齢対象のパソコンゲームの場合、主人公の年齢は15歳から18歳前後に設定されていることが多い。しかし、成人し会社員や教師として働いている主人公もそれなりに存在する。
『アンジェリーク』後、『アルバレアの乙女』などの追随するソフトも発売されたものの、大きくヒットすることはなく、コーエーのネオロマンス作品が目立つばかりだった。
このジャンル自体が明確に確立したのは、2002年に発売された『ときめきメモリアル Girl's Side』を基点としている。このヒットを受けて女性向けゲームは市民権を得、本格的に女性向け恋愛ゲームの市場が開拓されていった。
一方、主人公と恋愛対象が共に男性である作品は、乙女ゲームではなくボーイズラブゲームという別ジャンルに分類される。
矢野経済研究所が発表した「オタク市場に関する調査結果2012」では乙女ゲー市場は約146億円であり、ボーイズラブゲーム市場は停滞しているという結果が出た。

## 歴史
- 1994年 - コーエー（現・コーエーテクモゲームス）から『アンジェリーク』発売。
- 1995年 - 結婚をテーマにした初の男女兼用恋愛ゲーム『結婚 〜Marriage〜』（セガサターン用ソフト）発売。育成SLG『卒業』、その女性版『卒業M』に登場するキャラクターたちの社会人となった姿を描いたというものだが、後に発売されたPlayStation版では男主人公でしかプレイできず、女主人公視点が削除されるなど、成功したとは言い難い結果となる。
- 1998年 - 富士通からPC用ソフト『ファンタスティックフォーチュン』が発売され、同人方面で人気が出る。PlayStationへの移植署名活動が起き、3年後に実現された。また、この年から2000年にかけて、男女兼用恋愛ゲームが頻繁に発売されるなど、恋愛ゲーム業界において女性ユーザーもターゲットと見なされるようになる。
- 2000年 - AMEDEOから『FIRST/LIVE』発売。PCユーザー層でも女主人公恋愛ゲームファンが増え始める。
- 2002年 - コナミが『ときめきメモリアル Girl's Side』を発売。今まで乙女ゲームをプレイしたことがなかった、存在自体を知らなかったユーザー層も獲得し、女主人公恋愛ゲームの認知度が大幅に上がる。また、この頃から乙女ゲームという単語が雑誌やWeb上で使われることが珍しくなくなり、浸透し始める。
- 2003年 - 美蕾から業界初の18禁乙女ゲーム、『星の王女』が発売された。
- 2004年 - ディースリー・パブリッシャーが2ヶ月ごとに乙女ゲームをリリース、カプコンが他の乙女ゲームではあまり見られなかった要素を盛り込んだ『フルハウスキス』が高評価を得る、年末に発売された『幕末恋華 新選組』、『遙かなる時空の中で3』のヒットなど、乙女ゲーム業界が本格的に賑わうようになる。
- 2005年 - コナミより『テニスの王子様 学園祭の王子様』が発売。少年漫画が題材の本格的な乙女ゲームとして注目された。翌年には『テニスの王子様 ドキドキサバイバル』が発売されている。
- 2006年 - この年に発売された恋愛ゲーム売上TOP20（ファミ通調べ）のうち8本が女性向けゲーム、そのうち7本が乙女ゲームという結果が出る。しかし、コーエーのネオロマンスシリーズや、コナミのGirl's Sideシリーズといった作品以外はなかなか実売本数を伸ばせなかった。
- 2008年 - PS2で人気を得たタイトルのニンテンドーDS・PlayStation Portableへの移植、ギャルゲーから派生した乙女ゲームの発売が相次ぐ。この頃、アイディアファクトリーによるブランドオトメイトより『薄桜鬼』『緋色の欠片』といった現在もシリーズが続く作品が発売された。
- 2010年 - ブロッコリーから『うたの☆プリンスさまっ♪』が発売。キャラクターソングCDがオリコントップ10入りを果たすなど、ヒット作品となる。オトメイトより発売された『薄桜鬼』が様々なゲーム機に移植され、アニメ化や舞台化といった幅広いメディアミックス展開をみせた。
- 2013年 - ソニー・コンピュータエンタテインメント（SCE）よりPlayStation Vita本体に『薄桜鬼 鏡花録』『AMNESIA V Edition』のダウンロードコードが同梱された『オトメイトスペシャルパック』が発売された[1]。